# Ginga Shippu Sasuraiger
Galactic Whirlwind Sasuraiger (яп. 銀河疾風サスライガー Гинга Сиппу: Сасурайга:) — японский аниме-сериал, созданный студией Kokusai Eiga-sha. Впервые транслировался по японскому телеканалу TV Tokyo с 5 апреля 1983 года по 31 января 1984 года. Всего выпущено 43 серии аниме. Является частью трилогии меха-сериалов Baxingar и Braiger. Во время трансляции сериала выпускалась также серия игрушек Sasuraiger.

## Сюжет
В 2911 году в состав солнечной системы входит уже 50 планет. И.С Блюз заключает пари с боссом преступного синдиката, известного как «Кровавый Бог», что он сумеет захватить все 50 планет системы за 1 год. Задачу Блюза берёт также на себя его команда JJ9, которая владеет супер-роботом Сасурайгером, способным трансформироваться в космический поезд. Очевидно, что синдикат приложит все силы, чтобы помешать команде достигнуть своей цели.

## Роботы
- TV-83X Sasuraiger (J9-III go)
- Cosmo Shanker
- PRETTY-1 (Spiral Gyro)
- PRETTY-2
- PRETTY-3
- VI-C5 Birdrun

## Список персонажей
| Имя                 | Псевдоним   | Сэйю            | Описание |
| ------------------- | ----------- | --------------- | --- |
| Блюз Карл Бернштайн | И.С Блюз    | Кадзуюки Согабэ | Лидер команды JJ9, управляет Сасурайгером.                                                                       |
| Рок Анлок           | Никуити Рок | Канэто Сиодзава | Он стрелок и отвечает за оружие Сасурайгера.                                                                     |
| Бит Маккэндзи       | Отобокэ Бит | Кацудзи Мори    | Любитель гонок, он был назначен в качестве пилота, а также работает иногда в качестве механика.                  |
| Бёрди Ша            | Мууди Бёрди | Ёко Асагами     | Дочь знаменитого писатель романов Винсента Ша.                                                                   |
| Джимми Кэндзё       |             | Ёку Сиоя        | Механик и техник.                                                                                                |
| Судзу Тянг          |             | Масако Миура    | В основном готовит на кухне. Она и Джимми любовная пара и ищут планеты, где разрешены несовершеннолетние браки.  |
| Д. Д. Ричман        |             | Ёдзи Янами      | Будучи первым владельцем Сасурайгера, он надеется, что Блюз и другие члены команды будут выплачивать деньги ему. |
| Инспектор Орган     |             | Кан Токумару    | Офицер полиции он долгое время преследовал команду, будучи уверенным, что они грабители банка.                   |